# Aristolochia gourigangaica
Aristolochia gourigangaica là một loài thực vật có hoa trong họ Aristolochiaceae. Loài này được N.C.Nair mô tả khoa học đầu tiên năm 1969.